# Petit Curucaye
Petit Curucaye es una localidad de Trinidad y Tobago, que forma parte de la región de San Juan-Laventille.

## Geografía
La localidad abarca parte de la isla Trinidad y limita al norte con Gran Curucaye, al sur con San Juan, Petit Bourg, Mt. Hope y Mount d'Or, al este con La Seiva Village y La Baja (ambas localidades pertenecientes a la región de Tunapuna-Piarco), y al oeste con Gran Curucaye y San Juan.

## Demografía
Datos demográficos de la localidad de Petit Curucaye:
| Gráfica de evolución demográfica de Petit Curucaye entre 2000 y 2011 |
|                                                                      |